# Warren M. Hirsch
Warren M. Hirsch (New York 3 de agosto de 1918-Sarasota 9 de junio de 2007) fue un matemático profesor en el Instituto Courant de Ciencias Matemáticas de la Universidad de Nueva York.
Se graduó en el City College de New York. Obtuvo su Ph.D. en 1952. Es más conocido por sus trabajos en biología matemática, especialmente por su trabajo sobre la transmisión de enfermedades parásitas. Sus investigaciones cubrieron diversos campos como optimización, investigación de operaciones, teoría de probabilidades, estadística, bioestadística, epidemiología matemática, canibalización matemática.
Propuso en 1957 la conjetura de Hirsch, que establece que el grafo arista-vértice de un politopo de n-caras en un espacio euclidiano d-dimensional tiene un diámetro no mayor que n − d, usada en programación lineal.